# Afrikanische Schiebeschwanz-Fledermaus
Die Afrikanische Schiebeschwanz-Fledermaus (Coleura afra) ist eine Fledermausart aus der Familie der Glattnasen-Freischwänze (Emballonuridae), welche in Afrika beheimatet ist. Sie war bisher neben der vom Aussterben bedrohten Seychellen-Schiebeschwanz-Fledermaus (Coleura seychellensis) die zweite Art ihrer Gattung, jedoch könnte die neu entdeckte Population in Madagaskar eine eigene, neue Art sein.

## Beschreibung
Die Afrikanische Schiebeschwanz-Fledermaus ist mit 10–12 g Körpergewicht die kleinste Vertreterin der Glattnasen-Freischwänze in Afrika. Die Weibchen sind leicht größer als die Männchen (sexueller Dimorphismus). Ihr Fell ist braun und die Haare sind zweifarbig mit einer dunklen Basis und einer hellen Spitze. Das Gesicht erscheint schwarz und unbehaart. Die Flughaut ist braun und anders als bei vielen anderen Vertretern dieser Familie besitzt die Afrikanische Schiebeschwanz-Fledermaus keine Flügeltaschen.

## Verbreitung und Lebensraum

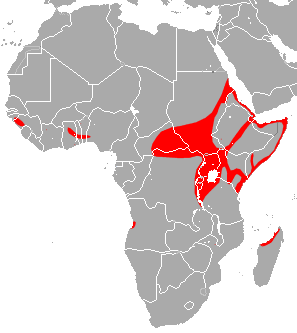
Verbreitungsgebiet von Coleura afra

Die Afrikanische Schiebeschwanz-Fledermaus kommt in Zentral- und Westafrika in der Zentralafrikanischen Republik, im Sudan, in Eritrea, Äthiopien, Uganda, Tansania, Kenia und entlang der Küste Somalias vor, sowie in Teilen Guineas, in Ghana und Benin, sowie lokal in Angola. Kürzlich wurde die Art zudem im Norden Madagaskars entdeckt.
Ihr Bestand wird von der IUCN dank der weiten Verbreitung als ungefährdet eingestuft.

## Lebensweise
Die Afrikanische Schiebeschwanz-Fledermaus ist wie die meisten Fledermäuse nachtaktiv. Tagsüber hängt sie bevorzugt in hellen Höhlen, Kellern und verlassenen Gebäuden entlang von Seen und Meeresküsten. In denselben Höhlen können auch andere Fledermausarten leben, wie zum Beispiel die Mauritius-Grabfledermaus (Taphozous mauritianus), Taphozous perforatus, Taphozous hildegardeae, Hipposideros caffer, Rhinopoma macinnesi und Asellia tridens. Kolonien der Afrikanischen Schiebeschwanz-Fledermaus können bis zu 50.000 Tiere umfassen, wobei jedes Individuum an einem bestimmten Platz hängt. Die Kolonien sind unterteilt in Grüppchen von bis zu 20 Tieren und einzelnen Männchen. Man geht davon aus, dass diese Grüppchen Harems sind, welche jeweils von einem Männchen verteidigt werden. Wenn es zu warm wird, so hängen die Tiere nicht in Trauben, sondern teilen sich auf und halten einen gewissen Abstand zueinander. Während Kälteperioden rücken die Gruppen zusammen und bilden eine große, homogene Gruppe um Wärme zu speichern.

## Fortpflanzung
In Kenia gebären die Weibchen zweimal im Jahr zum Beginn der Regenzeit jeweils ein Jungtier. Die Tragezeit beträgt etwa 114 Tage, wobei sie während der zweiten, kürzeren Regenzeit im Jahr 8 Tage länger dauert. Jungtiere, die während der kürzeren Regenzeit geboren werden, wachsen langsamer als Jungtiere aus der langen Regenzeit, haben aber eine höhere Überlebenswahrscheinlichkeit. Nach der Stillzeit verbleiben die Weibchen oft länger in der Kolonie der Mutter als Männchen. Die Geschlechtsreife erreichen die Tiere bereits im ersten Jahr nach ihrer Geburt, wobei die Weibchen, welche in der kurzen Regenzeit geboren wurden, ihre erste Trächtigkeit unterdrücken können, damit diese nicht in die lange Trockenzeit fällt.

## Belege
1. ↑  S.M. Goodman, D. Andriafidison, R. Andrianaivoarivelo, S. G. Cardiff, E. Ifticene, R. K. B. Jenkins, A. Kofoky, T. Mbohoahy, D. Rakotondravony, J. Ranivo, F. Ratrimomanarivo, J. Razafimanahaka, P. A. Racey (2005): The distribution and conservation of bats in the dry regions of Madagascar. Animal Conservation 8, S. 153–165. (Volltext (Memento des Originals vom 14. Februar 2016 im Internet Archive)  Info: Der Archivlink wurde automatisch eingesetzt und noch nicht geprüft. Bitte prüfe Original- und Archivlink gemäß Anleitung und entferne dann diesen Hinweis.)
2. ↑  Coleura afra in der Roten Liste gefährdeter Arten der IUCN.